# 북으로 간 여배우
《북으로 간 여배우》는 1986년 3월 14일부터 3월 16일까지 MBC TV에서 방영된 5부작 특집드라마이다. 1부는 1986년 3월 14일 밤 9시 45분부터 11시 15분까지 방영되었고 2부, 3부는 1986년 3월 15일 밤 9시 30분부터 11시 50분까지 방영되었다. 4부, 5부는 1986년 3월 16일 밤 9시 30분부터 11시 10분까지 방영되었다.
북한 관련 전문가인 이기봉이 드라마의 원안을 작성했다. 8.15 광복 이후에 일어난 좌우익의 갈등을 계기로 배우 문예봉을 비롯한 일부 문화예술인들이 좌익 계열에 가담하거나 월북한 이후에 일어난 상황들을 소재로 하고 있다. 특히 반공주의 성향을 띤 드라마 중에서는 한동안 금기시되어 있던 감상주의적인 관점에서 등장인물들의 행동에 따른 각종 현상과 심리 상태를 묘사한 점이 특징이다.

## 제작진
- 원작: 이기봉
- 연출: 김종학
- 극본: 이철향

## 등장인물
- 이기열 ... 임선규 역
- 권재희 ... 문예봉 역
- 우상민 ... 김선영 역
- 서학 ... 박춘명 역
- 윤주상 ... 강홍식 역
- 이진수 ... 송영 역
- 이희도 ... 김정일 역
- 권성덕 ... 임화 역
- 권복순 ... 문정복 역
- 이의일 ... 한설야 역
- 이경애 ... 최승희 역
- 김규식 ... 안막 역
- 이혜경 ... 김연실 역
- 문영수 ... 김창만 역
- 이문수 ... 심영 역
- 서희승 ... 신불출 역
- 장건일 ... 기석복 역
- 유경애 ... 방은미 역
- 김재건 ... 박영호 역
- 오영수 ... 나웅 역
- 유민석 ... 지도원 역
- 김용호 ... 나운규 역
- 이동주 ... 백인준 역
- 최상설 ... 유원준 역
- 심우창 ... 황철 역
- 우상전
- 전국환